# ヴァレンティン・マニャン

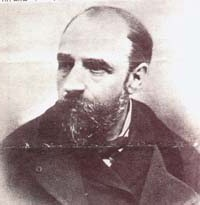
写真

ヴァレンティン・マニャン（フランス語: Valentin Magnan、1835年3月16日 - 1916年9月27日）は、フランスの精神科医である。

## 概要
1835年3月16日、フランスのペルピニャンに生まれた。リヨンとパリで医学を学び、ジュール・バイラルジェとジャン＝ピエール・ファレに師事する。1867年から晩年まで、パリのサント・アンヌ病院に勤務した。サント・アンヌ病院では、ギュスターヴ・ブシェローの長年の同僚であった。
19世紀後半、フランスの精神医学に大きな影響を与えた人物であり、ベネディクト・モレルが初めて精神医学に導入した「変質（退化）」の概念を拡大したことで知られている。マニャンの変質論は、遺伝を前提とした「進化生物学」の一種であった。自然主義文学のエミール・ゾラが作品全体を通してマニャンの研究と変質論を用いていたことが知られており、ゾラの作品を通してマニャンの変質論は広く普及した。
彼は、精神疾患の記述的カテゴリーとして、bouffée délirante（一過性の妄想性精神病）、délire chronique évolution systématique（慢性システム化した妄想性障害）などの用語を使用した。1892年に精神科医ポール・セリューと共に、後者の精神状態に関するモノグラフ『Le délire chronique a évolution systématique』を出版している。アルコール、特にアブサンの多用が、フランス文化の衰退の大きな要因であると考えた。アブサンの研究では、他のアルコールにはない「アブサン効果」を確立しようとし、アブサンの錯乱はアルコール依存症で経験する振戦せん妄とは異なることを示唆した。実験動物を使った研究で、ニガヨモギをごくわずかに含むアブサンそのものではなく、アブサンに使われているニガヨモギのエッセンスを使用した。その結果、高濃度のニガヨモギにさらされた動物がてんかん様けいれんを起こすことが確認された。

## マニャンに由来する名称
- マニャン徴候（英語版）: 皮膚の下に這うような異物があるという錯覚で、コカイン中毒者の精神病に見られる知覚異常を指す。

## 論文
- Étude expérimentale et clinique sur l’alcoolisme, alcool et absinthe; épilepsie absinthique, 1871
- De l’hémi-anesthésie, de la sensibilité générale et des sens dans l’alcoolisme chronique
- Gazette hebdomadaire de médecine et de chirurgie, 1873.
- De l’alcoolisme, des diverses formes de délire alcoolique at de leur traitement, 1874.
- Recherches sur les centres nerveux. Pathologie et physiologie pathologique, 1876
- Des anomalies, des aberrations et des perversions sexuelles, 1885.[4]

## ノート
1. ↑  Psychiatrie Histoire (Louis) Gustave BOUCHEREAU
2. ↑  オード・フォーヴェル, 山上浩嗣, 堤崎暁「運命の女、魔性の女、倒錯の女 : フランス医学文学史（19 ～ 20 世紀）」『Gallia』第60巻、大阪大学フランス語フランス文学会、2021年3月6日、95頁、CRID 1050018218947939328、hdl:11094/79397、ISSN 03874486。
3. ↑  Edward., Shorter (2005). A historical dictionary of psychiatry. New York: Oxford University Press. ISBN 9780195176681. OCLC 65200006
4. ↑  “List of published works at Who Named It”. 2022年4月8日閲覧。